# Kim Stockwood
Kim Stockwood (St. John's, 11 novembre 1965) è una cantante canadese.
È stata un membro del gruppo canadese Shaye dal 2003 al 2009 con Damhnait Doyle e Tara McLean (2003-2007).

## Biografia
Il primo album di Kim Stockwood, Bonavista, del 1995, vendette poche copie finché non fu ristampato nel 1996 con una traccia extra, Jerk, che divenne un hit della Stockwood sia in Canada sia a livello internazionale. Dall'album sono stanti tratti anche i singoli She's Not In Love, You Won't Remember This ed Enough Love.
Nel 1999 Kim Stockwood ha pubblicato il suo secondo album, 12 Years Old. La traccia omonima è stata un moderato successo in Canada. Del disco fanno parte altri due brani lanciati come singoli, You And Me e un remix di Still.